# Villa Emma (Serkowitz)
Die Villa Emma liegt im Stadtteil Serkowitz der sächsischen Stadt Radebeul, in der Dr.-Schmincke-Allee 11 direkt an der Meißner Straße. Sie wurde 1893 durch die ortsansässigen Baumeister Gebrüder Ziller errichtet, als Pendant zur gegenüberliegenden Villa Dr.-Schmincke-Allee 10.

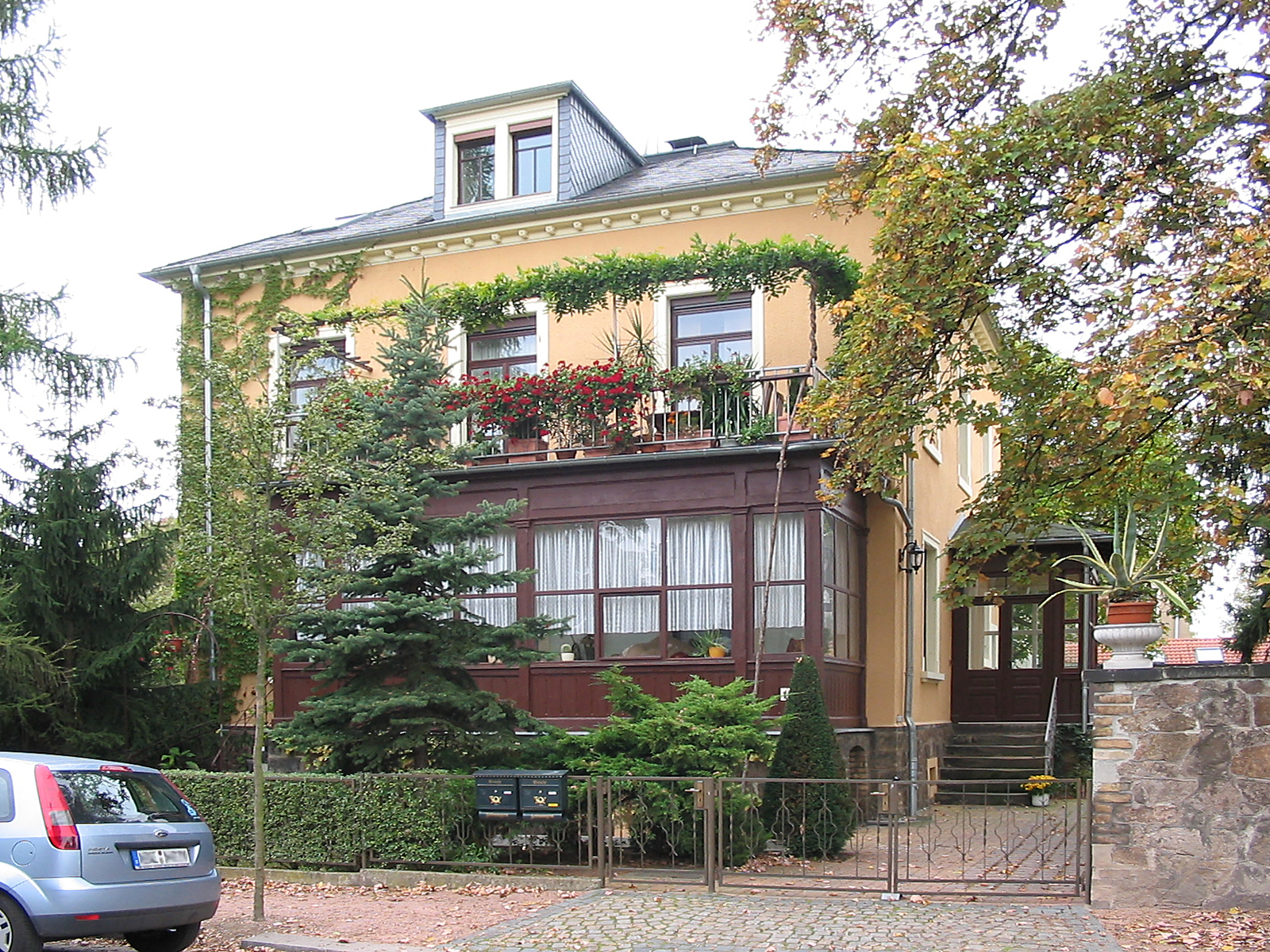
Villa Emma, Dr.-Schmincke-Allee 11

## Beschreibung

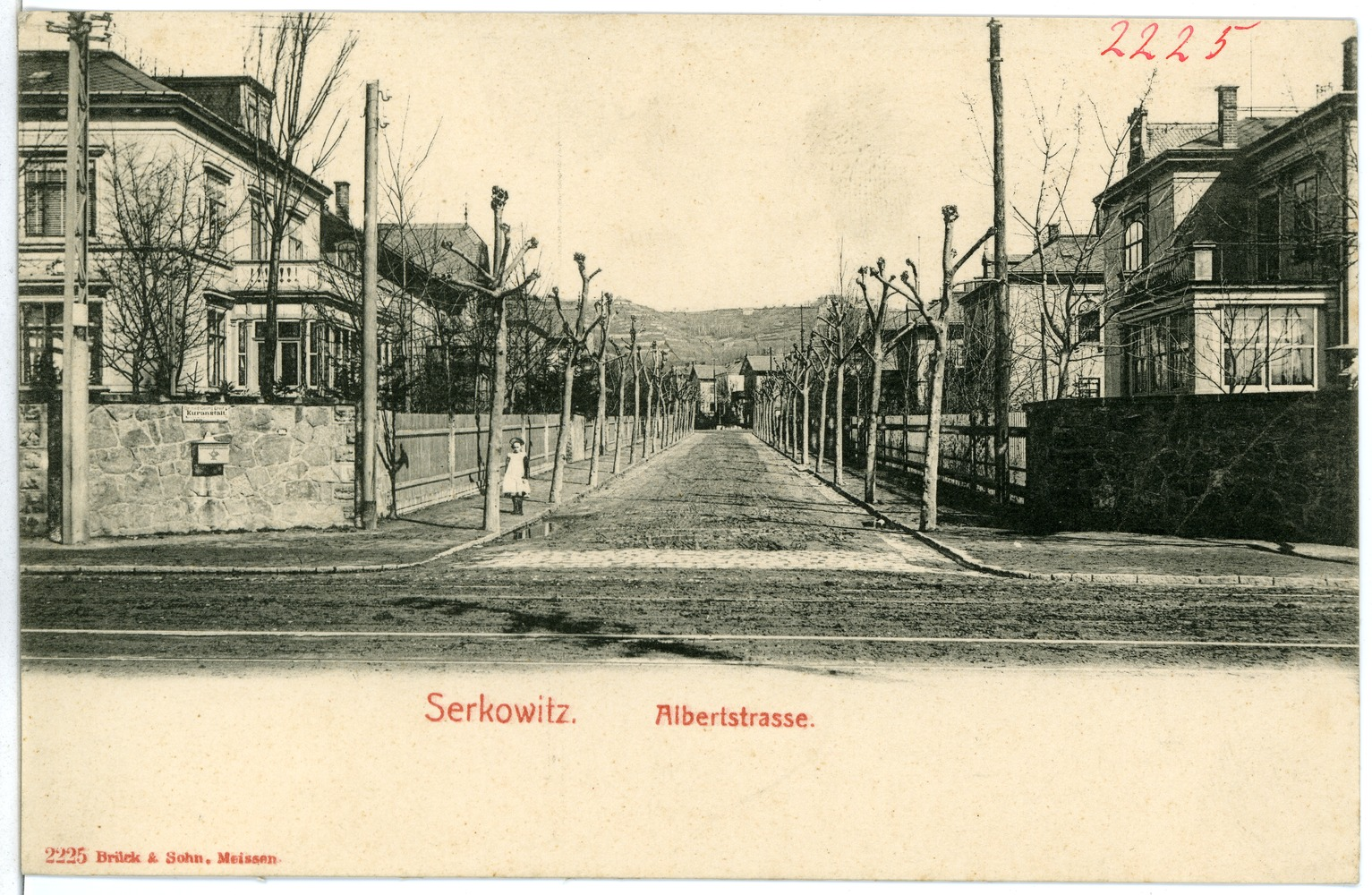
Dr.-Schmincke-Allee an der Meißner Straße nach Norden, 1901. Nr. 11 steht links.

Die zweigeschossige, unter Denkmalschutz stehende landhausartige Villa ist ein kleineres, fast quadratisches Wohngebäude. Obenauf befindet sich ein flaches Zeltdach mit einer Dachplattform, in der Straßenansicht eine Dachgaube. Das Traufgesims ist als Zahnschnitt ausgebildet. Die Fenster des schlichten Putzbaus werden durch Gewände aus Sandstein eingefasst.
Im Erdgeschoss der Hauptansicht steht rechts eine breite Holzveranda, die 1926 angebaut wurde und eine massive Veranda ersetzte. In der rechten Seitenansicht steht ein Eingangsvorbau.